# Virulazo
Jorge Martín Orcaizaguirre, más conocido como Virulazo, (n. Haedo (Buenos Aires), 10 de octubre de 1926; m. 2 de agosto de 1990) fue un destacado bailarín, milonguero y coreógrafo de tango argentino, conocido mundialmente por integrar el elenco del espectáculo Tango Argentino, estrenado en 1983, por el que resultó nominado con los demás bailarines en 1986 a los Premios Tony por la mejor coreografía. Formó pareja de baile con su esposa Elvira Santamaría, presentándose artísticamente como Virulazo y Elvira.

## Biografía
Jorge Martín Orcaizaguirre nació en 1926 en Haedo, en el Conurbano de Buenos Aires. Su sobrenombre "Virulazo", con el que fue conocido, le quedó a los 18 años, cuando se dedicaba a jugar a las bochas por dinero y un inmigrante italiano le recomendaba realizar un "virulazo", como sinónimo de "bochazo". Criado por sus abuelos en La Tablada, un trabajador del ferrocarril, Virulazo trabajó desde niño:

Los pocos pesos que ganaba mi abuelo en el ferrocarril no alcanzaban, lo ayudé haciendo de todo menos tres cosas: ser alcahuete, rastrero y trepador, los peores defectos que puede tener un hombre. Vendí de todo en la calle, lustré zapatos en las puertas de los quilombos (casas de tolerancia), vendí sandwiches de chorizo, compré pelo en Entre Ríos para traerlo a Buenos Aires y venderlo en las fábricas de pelucas. Después empecé de peón de matadero y terminé como capataz y comprador de hacienda.
Virulazo

También bailó el tango desde muy chico, en una época en la que el tango era un baile y un género musical masivo, sobre todo entre los jóvenes. Virulazo frecuentaba para bailar los clubes de La Matanza o el barrio porteño limítrofe de  Mataderos. En la década de 1940, el famoso poeta Celedonio Flores lo vio bailar y lo conectó con los cafés céntricos, para que bailara profesionalmente. Debutó en el café "La Armonía" de la avenida Corrientes y luego en los cabarets más importantes de la época, como el Chantecler y el Tabarís.
En 1952 ganó con su primera esposa Aída un concurso de baile de tango organizado por la empresa de chocolates Águila, transmitido por radio, que lo llevó a ser contratado para dar shows en todo el país. En 1959, separado de su primera esposa, se encontró con su primera novia, Elvira Santamaría, con quién formaría pareja de vida y de baile hasta el resto de su vida:

Un día yo andaba arriba de un caballo allá por La Tablada y en eso veo pasar un colectivo con Elvira adentro, le hice señas para que bajara, pero nada, entonces fui galopando detrás del colectivo y al final se bajó porque si no la seguía hasta su casa. Conversamos y aquí estamos.
Virulazo

En la década de 1960, con el ascenso del rock, el tango dejó de ser un género masivo y bailado por los jóvenes:

...la época dura de los años 60 cuando los programas de rock en televisión nos hicieron pasar un hambre terrible, bailábamos por unas monedas. Aguantamos sólo Juan Carlos Copes y yo. La bohemia es linda pero te cagás de hambre... A comienzo de los '80 decido abandonar el baile.
Virulazo

Virulazo y Elvira entonces se dedicaron al juego clandestino, la quiniela, cuando es contactado en 1983 por Juan Carlos Copes para convocarlo a realizar una prueba para un espectáculo de tango que Claudio Segovia y Héctor Orezzoli pretendían estrenar en París: Tango Argentino. Para entonces Virulazo pesaba 126 kilos, tenía 57 años, cinco hijos y seis nietos. El propio Segovia cuando lo vio llegar, miró a Copes con incredulidad. Copes simplemente le dijo:

"Miralos bailar", fue todo lo que dije. Cuando Virula arrancó su baile, Claudio no podía creer lo que veía, que semejante hombre pareciera flotar, ¡no pisaba el suelo y Elvira hacía firuletes a su alrededor! Eran como Brutus y Olivia, algo diferente, como quería Claudio. Así quedaron incorporados Virulazo y Elvira.
Juan Carlos Copes

Años después, Claudio Segovia decía de Virulazo:

La ferocidad con que se entregaba, la unión de belleza y fuerza que lograba con Elvira, quedó en la mente de todos los que lo hayan visto.
Claudio Segovia

Tango Argentino resultó ser un éxito mundial, además de impulsar el renacimiento del tango en todas partes. Virulazo y Elvira participaron de todas las presentaciones y se convirtieron en celebridades mundiales. En 1985 presentaron el espectáculo en Broadway, resultando todos los bailarines nominados a los Premios Tony, por la mejor coreografía.

Con lo que gané en las últimas giras me compré tres casas, un camión y dos autos, para mis hijos, ahora salgo algunas veces más, junto unos dólares y ¡chau!, me retiro. Cada gira son cinco o seis meses y para es un sufrimiento, es como estar "encanutado" en Alcatraz. Sufro lo peor que le puede pasar a un hombre, estar solo en la muchedumbre. En Japón me paraba en una esquina y me rodeaban doscientos millones de "ponjas", y no entendía un carajo lo que decían. Entraba en un restaurante, pedía un chorizo y me lo traían con miel, ¡una cosa de locos! Se morfan el pescado crudo como los indios ¡Dejame de joder! Nunca comí tanto pollo y tallarines como en Japón. Hay gente a la que le llamará la atención, pero a mi no. A mi me atrae un buen vino, un asado con los amigos, los jilgueritos que tengo en el fondo de mi casa.
Virulazo

Falleció en 1990, a los 63 años, debido a un cáncer de pulmón causado por el hábito de fumar. Su compañera, Elvira, fallecería en 1999.